# محفل سنت آگوستین
محفل سنت آگوستین (لاتین: Ordo sancti Augustini) به صورت مختصر O.S.A یکی از محافل کلیسای کاتولیک است. اگر چه کهن تر است، اما به‌طور رسمی در قرن سیزدهم تشکیل شده‌است.